# Probithia quadrimaculata
Probithia quadrimaculata là một loài bướm đêm trong họ Geometridae.